# 黑豹突击队
《黑豹突击队》，是1980年代中国拍摄的一部依据真人真事改编的、反映两山战役的电视剧，共4集。陈俊中、何为担任导演。
这部电视连续剧是1986年10月上旬在老山战区正式开拍的。参演者中无一人是专业演员，均是曾在两山战役中立下战功的侦察骨干。1987年，该电影获得第八届中国电视剧飞天奖的“集体荣誉奖”。